# Echipa de conducere PBIS
Echipa de conducere PBIS se referă la grupul de persoane care se ocupă de punerea în practică și gestiunea curentă a măsurilor stabilite prin planul de acțiune PBIS aprobat. Membrii acesteia sunt în principal angajați ai școlii (cadre didactice,  specialiști, alt personal al școlii) , etc) sau colaboratori externi (reprezentanți ai; instituțiilor cu rol de supervizare în învățământ; altor instituții publice; comunității; ONG-rilor).

## Context
Politicile educative PBIS au ca principal scop îmbunătățirea comportamentului elevilor, în sensul: creșterii performaței școlare și a siguranței; creării unui mediu școlar pozitiv. Printr-o abordare multi-nivel, aceste politici urmăresc să adreseze așteptările generale ale elevilor privind un mediu școlar propice (nivelul I), precum și nevoile specifice ale elevilor în situații de risc (nivelurile II și III). Istoric, aceste politici au apărut ca un răspuns (dintr-o perspectivă polar opusă) la politicile de tip toleranță-zero (care favorizează aplicarea unor practici disciplinare specifice bazate pe excludere – detenția la școală, suspendarea temporară, exmatricularea), care urmăresc să separe elevii-problemă de colegii lor.
Evaluările acestui model au reliefat următoarele: 
- rezultatele școlare la nivel de școală primară, gimnazială și liceu sunt semnificativ mai ridicate față de grupul de control (evaluare realizată pe parcursul a nouă ani, la nivelul a 21 de școli, comparativ cu 28 de școli ca grup de control) [2] ;

- implementarea PBIS a dus la reducerea frecvenței actelor de violență în rândul tinerilor; îmbunătățirea abilităților privind concentrarea, relaționarea cu ceilalți și controlul emoțional (37 de școli evaluate, pe parcursul a patru ani).[3]

Implementarea politicilor PBIS presupune măsuri în ceea ce privește: structura internă a instituției (echipa de conducere; coordonarea; evaluarea); resurse alocate (finanțare; formare; aplicare asistată), colaborări externe (resurse media; susținere locală; cazuri-exemplu).
La nivel de structură internă a instituției, se consideră că primul pas, și cel mai important, este constituirea unei echipe de conducere.

## Trăsături de bază
Autorii Heather Peshak George  și Stephanie A. Martinez au identificat următoarele trăsături de bază ale echipei de conducere PIBS  :
- responsabilități: dezvoltarea planului de acțiune PBIS; monitorizarea datelor culese privind comportamentele; organizarea de întâlniri frecvente (minim: lunar); coordonarea între toate părțile implicate (din interiorul și exteriorul școlii); evaluarea progresului; raportarea rezultatelor;
- mărimea: 3-8 persoane;
- frecvența întâlnirilor: minim o dată pe lună.
- agenda întâlnirilor: analiza datelor culese; ajustarea bazei de date; gestionarea problemelor critice apărute; discuția propunerilor de actualizare a planului de acțiune.
- sarcini: parcurgerea ordinei de zi (leader); înregistrarea informațiilor și deciziilor (secretar); monitorizarea încadrării în timp; managementul sistemul de date; analiza datelor de comportament (consilier școlar); gestiunea aspectelor administrative (administrator); asigurarea vizibilității interne și externe a programului; asigurarea formării adecvate (formator).
- dezvoltare: în funcție de dimensiunea școlii, se poate constitui și o echipă secundară, pentru gestionarea acțiunilor mai sporadice (gen: pregătirea activităților de implicare a părinților în implementarea politicilor PBIS; amplificarea vizibilității programului și facilitarea implicării comunității).

În practică, activitatea echipei începe cu un nucleu (format de obicei din cadre didactice), al cărui rol este conștientizarea colectivului cu privire la programul aflat în implementare și extinderea implicării colegilor în activitățile aprobate. Calitățile de dorit pentru noii membrii ai echipei sunt: înțelegerea viziunii programului PBIS; dorința și capacitatea de a depune eforturi susținute pentru implementarea acestuia; capacitate de conducere; abilitatea de a susținere dezvoltarea programului (identificarea/atragerea de resurse umane/financiare pentru acțiuni la nivel de școală; asigurarea de profesori suplinitori care să permită întâlnirea echipei de conducere, etc).

## Rolul principalilor actori
Următoarele categorii de actori au fost identificate ca având un rol important în promovarea și adoptarea politicilor PBIS :
- conducătorii de unități școlare - au un rol decisiv în promovarea adoptării politicilor PBIS. Primul obiectiv este obținerea sprijinului din partea cadrelor didactice – realizată de obicei prin organizarea unei prezentări a întregului proces și a probelor privind eficiența acestuia. Ulterior, se recomandă aplicarea unor chestionare standard (School-wide Evaluation Tool – SET și, respectiv, Self-Assessment Survey - SAS) pentru a evalua nivelul de interes al colectivului, ca pas premergător al recrutării primilor din echipa de conducere. Odată cu constituirea echipei de conducere, primele obiective sunt legate de pregătirea planului de acțiune: realizarea de chestionare, analiza datelor privind comportamentele negative, identificarea zonelor problemă, pregătirea ”declarației de misiune” și a materialelor anexă (codul de conduită al școlii, formularul de raport al incidentelor, lista regulilor de clasă, ghidul cadrelor didactice).

- cadrele didactice - pot promova adoptarea sistemului PBIS prin: culegerea de materiale de prezentarea în acestei abordări (în special: modelul standard Analiza cost beneficiu, completat); organizarea unei întâlniri cu conducerea școlii pentru a discuta și argumenta în favoarea adoptării acestor politici; participarea la formarea nucleului echipei de conducere; participarea la pregătirea planului de acțiune. Un instrument relevant pentru acești pași este documentul standard Analiza cost-beneficiu, care permite reliefarea economiilor de timp (și,  implicit, creșterea calității actului educativ, reducerea stresului elevilor și a cadrelor didactice, îmbunătățirea mediului de clasă) urmare aplicării modelului PBIS.

- părinții/ONG-urile - pot ajuta la adoptarea acestor politici prin: familiarizarea cu conceptele de bază; promovarea modelului în cadrul întâlnirilor părinți-profesori; organizarea unei întâlniri cu conducerea școlii pentru prezentarea avantajelor PBIS; participarea în echipa de conducere PBIS.

## Cercetări conexe
K. Brigid Flannery, George Sugai și Cynthia M. Anderson au studiat modul de implementare a PBIS la nivelul a 43 de unități școlare, din 11 state din SUA. Referitor la echipa de conducere PBIS, s-au reliefat următoarele aspecte: mărimea medie a acestora e de 9,27 mebrii (variind între 4 și 17 membrii); în 90% din cazuri, echipa a inclus și persoane care nu sunt cadre didactice (personal administrativ/de pază); 7% din cazuri au inclus elevi; 12% din cazuri au inclus și părinți..
Maryann Judkins, Kris Bosworth și Rafael Garcia au analizat, în cadrul unui studiu realizat în anul 2019, la nivelul a 19 licee din SUA, trăsăturile echipei de conducere care determină succesul politicilor educative PBIS. Concluziile acestei analize sunt  : 
- caracteristicile de proces (stabilirea unui scop comun; planificarea; reguli privind luarea deciziilor; abilități de rezolvare a problemelor la nivel de echipă): au cel mai mare impact asupra fidelității implementării politicilor educative PBIS și asupra succesului general al programului.

- structura echipei (mărime; frecvența întâlnirilor; desemnarea rolurilor; reprezentativitate): s-a identificat o corelare statistică slabă între această componentă și fidelitatea implementării.

- capacitate (abilitatea de a îndeplini anumite funcții, precum: dezvoltare profesională; formare; participarea la ședințe): nu s-a identificat o corelare statistică între această componentă și fidelitatea implementării.